# فهرست فرقه‌های شخصیتی
فهرست فرقه‌های شخصیتی (به انگلیسی: List of cults of personality) این فهرست از رژیم‌ها یا رهبران فردی در سراسر جهان تشکیل شده‌است. که در رسانه‌ها یا دانشگاه‌ها به عنوان ایجادکننده فرقه شخصیتی مورد بحث قرار گرفته‌اند. فرقه شخصیتی از تکنیک‌های گوناگونی، از جمله رسانه‌های جمعی، تبلیغات، استفاده از ابزار هنر، میهن‌پرستی و تظاهرات و تجمعات سازمان یافته توسط دولت برای ایجاد تصویر قهرمانانه از یک رهبر یا یک رژیم استفاده می‌کند، که اغلب از رفتارهای پرستشی(چاپلوسی محور) و انتقاد غیر منتقدانه در رسانه‌ها برای معرفی رهبران استفاده می‌شود.

## ایران

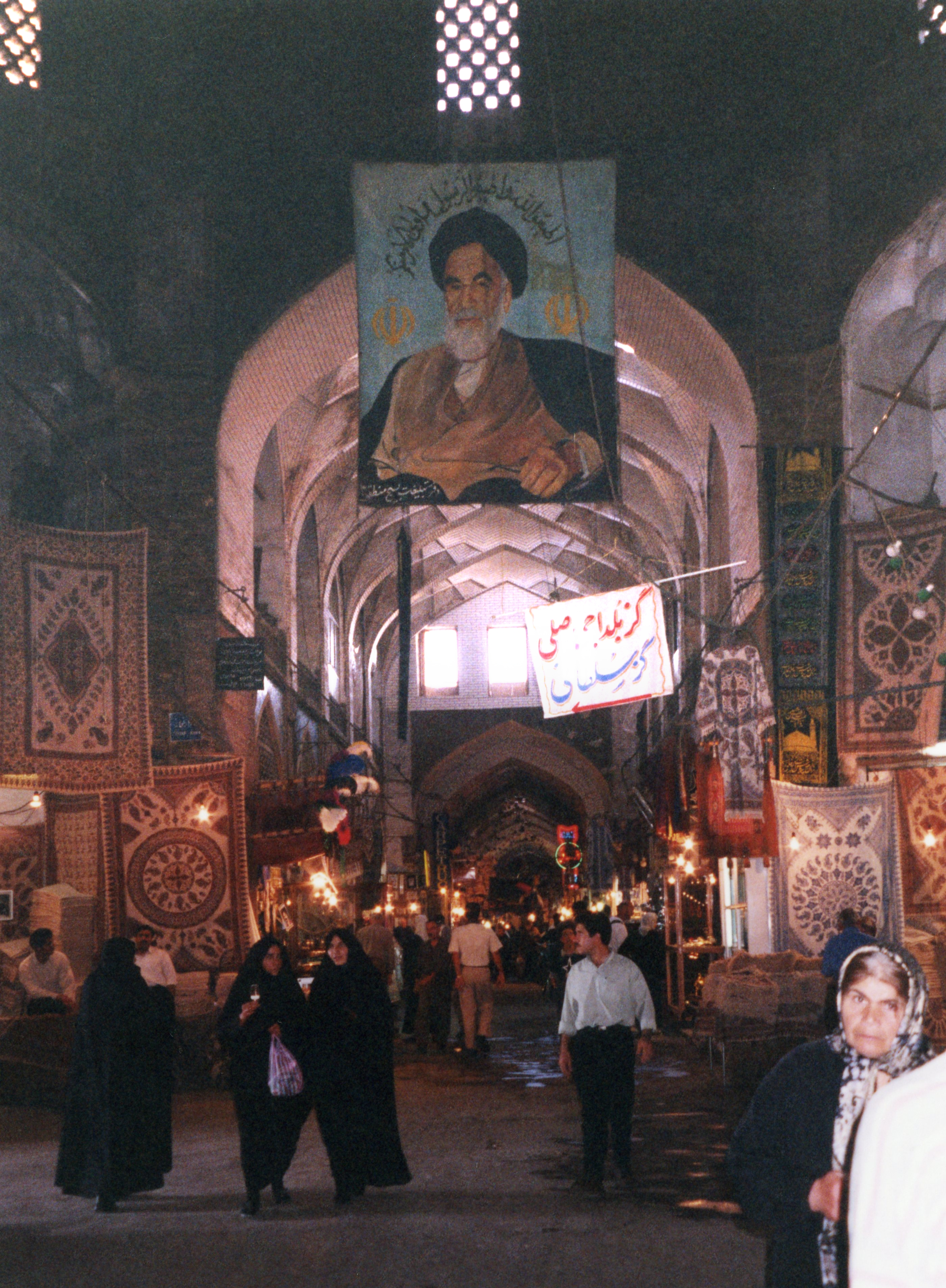
بازار زیر نگاره روح‌الله خمینی در شهر اصفهان

پس از انقلاب ۱۳۵۷، فرقه شخصیتی در اطراف رهبران اصلی همچون سید روح‌الله خمینی و سید علی خامنه‌ای شکل گرفت.این امر در تصاویر بصری و نگارهایی چابلوس محور در همه جای ایران در مورد هر دو مرد (خامنه‌ای و خمینی) مشهود است. به گفته باقر معین، به عنوان بخشی از فرقه شخصیتی خمینی، «او به یک شخصیت نیمه الهی تبدیل شده بود. او دیگر نه یک آیت الله العظمی و نایب امام، یا کسی که نماینده امام پنهان (حجت بن حسن) بود، بلکه تبدیل به یک امام واقعی شده بود.فرقه شخصیتی خمینی در نشریات ایرانی و برون‌مرزی جمهوری اسلامی هدف اصلی نشان داده می‌شود. و به نوعی تبلیغات برون مرزی فرقه شخصیتی نامیده می‌شود.روش‌هایی که برای ایجاد فرقه شخصیتی خمینی استفاده می‌شود با روش‌هایی که توسط شخصیت‌هایی مانند جوزف استالین، مائو تسه تونگ و فیدل کاسترو استفاده می‌شده‌است، یکسان است. (که توسط براندازان رژیم وی در داخل ایران به‌طور منفی مورد توجه قرار گرفته‌است) در مورد خامنه‌ای، امیر طاهری نوشته‌است: «مانند خمینی رهبر پیشین از خود، خامنه‌ای نیز این هدف را دارد که یک فرقه عظیم شخصیتی بسازد. چاپلوسان دولتی او همواره با جملاتی همچون «هدیه الهی به بشریت» یا «خورشید درخشان امامت و ولایت» توصیف می‌کنند. و از او بیشتر از پیامبر اسلام یا قرآن نقل قول می‌کنند. اشیایی که وی در سفرهای استانی لمس کرده‌است جمع‌آوری شده و به عنوان نماد به فروش می‌رسد!» ...

نمونه‌ای از پروپاگاندای تهیه‌شده برای گام دوم انقلاب که از فرقه‌های شخصیتی خامنه‌ای بشمار می‌آید.

نمونه‌های‌های دیگر فرقه‌های شخصیتی نامگذاری مکان‌های مهمی به نام افرادی چون خمینی مانند فرودگاه بین‌المللی امام خمینی و قاسم سلیمانی در فرودگاه بین‌المللی قاسم سلیمانی می‌باشد و همچنین در کتب درسی جمهوری اسلامی ایران همواره از این دو مرد (خمینی و خامنه‌ای) یاد شده در کتب درسی تصاویر و نگارهای فراوانی از آن‌ها وجود دارد.
حتی از زمان مرگ قاسم سلیمانی یک فرقه شخصیتی برای وی نیز هم به وجود آمده‌است.

### تظاهرات‌های حکومتی در فرقه شخصیتی خامنه‌ای
در ولایت فقیه تظاهرات‌ها و راهپیمایی‌ها نقش پررنگی در تبلیغات و وجه سازی در داخل کشور و حتی در سراسر جهان ایفا می‌کند. چرا این تظاهرات‌ها با پوششی فراوان توسط صدا و سیما پخش و منتشر می‌شوند. و به نوعی به مخالفان داخلی و بیرونی این موضوع را القا می‌کند که اکثریت مردم ایران هواداران جمهوری اسلامی هستند. در سالهای اخیر مشخص شده‌است که تعداد از افرادی که در این تظاهرات‌ها شرکت کرده‌اند در واقع مأموران لباس شخصی بوده‌اند.

## افغانستان
نورمحمد تَرَه‌کِی از حزب حاکم دموکراتیک خلق افغانستان از سال ۱۹۷۸ تا ۱۹۷۹ به عنوان رئیس‌جمهور افغانستان خدمت می‌کرد، در آن هنگام مردم را مجبور کرد که وی را با عناوینی مانند «رهبر بزرگ» بشناسند و خطاب کنند و نگارهای خود را در سراسر جمهوری دموکراتیک افغانستان آویزان کرد. در دهه ۱۹۹۰، ژنرال جنگی ازبک عبدالرشید دوستم، که بیشتر شمال افغانستان را تحت کنترل داشت، فرقه شخصیتی مشابهی را در همان منطقه ایجاد کرد.

## سوریه
حافظ اسد به عنوان یکی از راهبردهای خود برای حفظ قدرت و سلطه بر سوریه، فرقه شخصیتی خاندان اسد را تحت حمایت دولتی توسعه و گسترش داد.نگاره‌هایی از او، که اغلب او را در حال فعالیت‌های قهرمانانه نشان می‌داد، در هر فضای عمومی قرار داده شد. وی تعداد بی شماری از مکان‌ها و ورزشگاه‌ها را در سوریه را به نام خود و دیگر اعضای خانواده اش زد، مانند «دریاچه اسد»، مخزن مصنوعی که در دوران ریاست جمهوری اش پر شده بود، نامگذاری کرد. در مدرسه به بچه‌ها آموزش می‌دادند که برای اسد آهنگ‌های ستایشگر بخوانند. معلمان هر روز مدرسه را با شعار «رهبر ابدی ما، حافظ اسد» آغاز می‌کردند.فرقه شخصیتی که او توسعه داده شد و او را به عنوان یک رهبر خردمند، متواضع و عادل در کشور معرفی کرد. این استراتژی ایجاد فرقه شخصیت توسط پسر حافظ و بشار اسد رئیس‌جمهور بعدی سوریه ادامه یافت.

## ترکیه

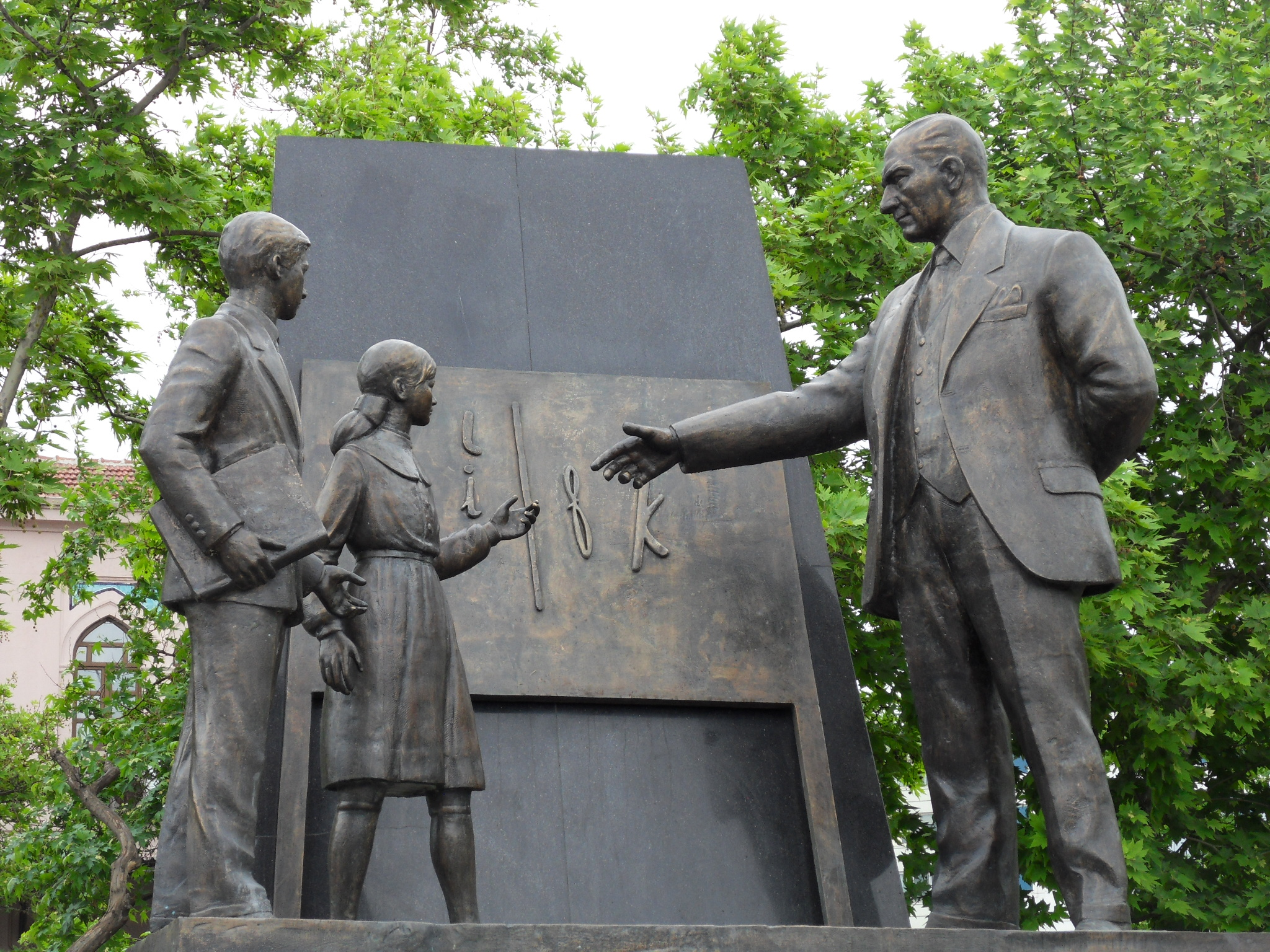
بنای یادبود آتاتورک در قاضی‌کوی استانبول

در ترکیه، بنیانگذار جمهوری ترکیه مصطفی کمال پاشا (آتاتورک) با نامی خود برتر بین به معنی پدر ترک) با بی شمار یادبودهایی در سراسر کشور مانند فرودگاه بین‌المللی آتاترک در استانبول، پل آتاتورک بر روی شاخ طلایی، سد آتاترک و ورزشگاه المپیک آتاترک گرامی داشته می‌شود. عناوین وی شامل رهبر بزرگ، فرمانده ابدی، معلم اصلی و رئیس ابدی است. مجسمه‌های آتاتورک در تمام شهرهای ترکیه توسط دولت ترکیه نصب شده‌است و اکثر شهرها یادبود مخصوص خود را برای وی دارند. چهره و نام او در همه جا در ترکیه دیده و شنیده می‌شود. پرتره او را می‌توان در همه ساختمانهای عمومی، در تمام مدارس و کلاس‌ها، در تمام کتابهای درسی مدرسه، روی تمام اسکناس‌های لیر ترکیه و در خانه بسیاری از خانواده‌های ترک مشاهده کرد.

## آذربایجان
فرقه شخصیت حیدر علی اف بعد از روی کار آمدن حیدر علی اف در سال ۱۹۹۳ به بخش مهمی از سیاست و جامعه آذربایجان تبدیل شد و پس از مرگ وی در سال ۲۰۰۳، زمانی که پسرش الهام علی اف جانشین او شد ادامه یافت.علی اف، یکی از اعضای دفتر سیاسی سابق شوروی و رهبر آذربایجان شوروی در سال‌های ۱۹۶۹ تا ۱۹۸۷، و در سال ۱۹۹۳ رئیس‌جمهور آذربایجان شد. وی سپس با اتکای زیاد به اعضای خانواده و طایفه، درآمد نفتی، و با طراحی دقیق یک سیستم خودکامه را بنیان گذاشت.
در جمهوری آذربایجان، حیدر علی اف به عنوان «پدر ملت آذری» معرفی می‌شود، که اغلب با مصطفی کمال که به خود پدر ترک می‌گفت مقایسه می‌شود.

## ایالات متحده آمریکا
تعدادی از روسای جمهور در تاریخ آمریکا توسط پژوهشگران گوناگون به عنوان دارندگان فرقه شخصیت مورد بررسی قرار گرفته‌اند، از جمله جورج واشینگتن، توماس جفرسون، اندرو جکسون، تئودور روزولت، فرانکلین دی روزولت، رونالد ریگان و دونالد ترامپ. که البته فرقه شخصیتی رئیس‌جمهور جان فیتزجرالد کِنِدی تا میزان زیادی پس از ترور وی به وجود آمد، چراکه ویژگی‌های گوناگونی برا کشش اندیشه‌های همگان در شخصیت وی موجود بود مانند جوانی با ظاهر زیبا و داشتن همسری پر زرق و برق که باعث توجه رسانه‌ها و ایجاد فرقه شخصیتی می‌شد.
یکی دیگر از سیاستمداران آمریکایی که داشتن فرقه شخصیتی به او نسبت داده شده‌است، هوی پی. لانگ فرماندار پوپولیست لوئیزیانا از سال ۱۹۲۸ تا ۱۹۳۲ بوده‌است، که تا زمان ترور در سال ۱۹۳۵ به عنوان سناتور ایالات متحده به کنترل سیاست ایالت ادامه داد.
بسیاری از پژوهشگران به فرقه شخصیتی اشاره کرده‌اند که در اطراف دونالد ترامپ توسط اعضای حزب جمهوری‌خواه و دیگر حامیان برنامه او «آمریکا را دوباره بزرگ کن» (MAGA) ایجاد کرده‌است.

## تایلند

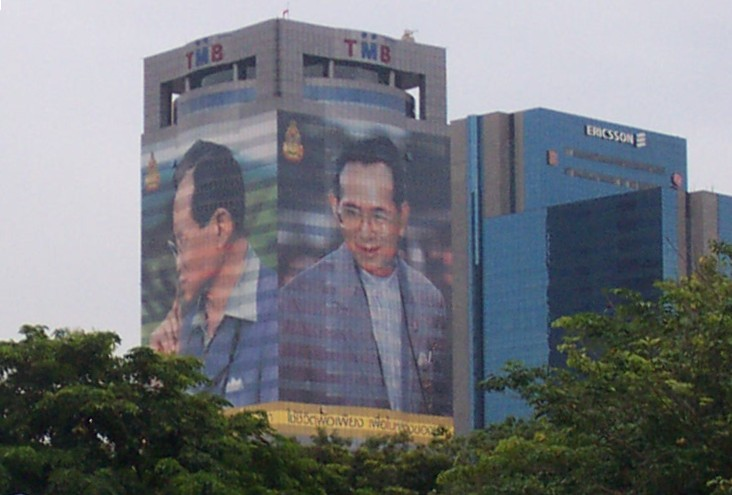
نگاره‌ای از پادشاه بومیپول آدولیاده بر روی ساختمان اداری بانک TMB در بانکوک در سال ۲۰۰۶.

همه اعضای خانواده شاهنشاهی تایلند، در گذشته و امروز، رسماً در تحت عنوان فرقه شخصیتی مورد احترام هستند. نگاره‌های بزرگی از پادشاه بومیپول آدولیاده و پسرش و جانشین او واجیرالونگکورن و دیگر اعضای خانواده شاهی در سراسر کشور منتشر می‌شود. خانواده شاهی تحت قوانین ویژه‌ای هستند که منتقدان و روزنامه‌نگاران در صورت کوچک‌ترین نقد از آن خانواده به پانزده سال حبس محکوم می‌شوند.

## چچن
در چچن، رئیس‌جمهوری رمضان قدیروف، متهم به ایجاد فرقه شخصیتی در جمهوری چچن شده‌است.